# ۹۹۶۵ گنو
سیارک ۹۹۶۵ گنو (به انگلیسی: 9965 GNU، نام‌گذاری: 1992EF2) نه هزار و نهصد و شصت و پنجمین سیارک کشف شده‌است که در ۵ مارس ۱۹۹۲ کشف شد.
قدر مطلق سیارک برابر ۱۴٫۲۰ است.
این سیاره به نام پروژه گنو نام گذاری شده‌است.